# جواد بدیع‌زاده
جواد بدیع‌زاده (۱۲۸۰ تهران − ۱۲ دی ۱۳۵۸ تهران) خواننده، موسیقی‌دان و آهنگساز مشهور و پر آوازه ایرانی بود.

## زندگی
بدیع‌زاده در سال ۱۲۸۰ شمسی در محله پاچنار تهران به دنیا آمد. پدرش آقا سید رضا بدیع کاشانی، ملقب به بدیع‌المتکلمین ، روحانی مشروطه‌خواهی بود که به سید اناری شهرت داشت. وی فرزندش را غالباً به مجالس وعظ و روضه‌خوانی خود می‌برد تا با شیوه آوازخوانی مذهبی آشنا شود. بدیع‌المتکلمین با تسلط کافی بر ردیف موسیقی ایرانی، پسر خود را نیز به فن آواز مؤذنی و روضه‌خوانی و تعزیه آشنا ساخت و او از تجربیات پدر استفاده کرد و به فراگیری گوشه‌ها و ردیف‌های موسیقی دستگاهی ایران پرداخت. جواد موسیقی ردیف سنتی و گوشه‌های بی‌شمار آن را از پدر و نیز از دایی خود میرزا یحیی سعید الواعظین که او نیز از واعظان مشهور زمان خود بود، فراگرفت.
او تحصیلات ابتدایی را در مدرسه تدین و دوره متوسطه را در مدرسه آلیانس فرانسوی‌ها و سپس دارالفنون به پایان رساند و از سال ۱۳۰۴ تا ۱۳۳۱ در مجلس شورای ملی استخدام شد و به‌عنوان نماینده خدمت کرد.
بدیع‌زاده علاوه بر خوانندگی در هنر آهنگ‌سازی نیز شهرت دارد. در سال ۱۳۰۴ که کمپانی انگلیسی صفحه‌پُرکنی هیزمَستِرزوُیس به‌قصد تهیه و ضبط صفحه از نواخته‌ها و خوانده‌های هنرمندان ایرانی نماینده خود را به ایران اعزام کرد و شعبهٔ خود را در تهران گشود، بدیع‌زاده به‌عنوان نخستین خواننده مرد، با معرفی و توصیه عبدالحسین‌خان شهنازی، انتخاب شد و اولین صفحه او با عنوان «جلوه گل» روانه بازار شد که شامل دو قطعه آواز و سه تصنیف از ساخته‌های خودش بود. از آن پس تا سال ۱۳۱۴ بدیع‌زاده ۲۴ تصنیف ساخت که همه روی صفحه ضبط شده‌است. او در سال‌های بعد در سفرهایی به حلب و بیروت و برلین و شبه‌قاره هند، بر شمار ضبط آهنگ‌های خود افزوده‌است.
از میان آفریده‌های معروف او می‌توان از سرود «ایران، کشور داریوش» و ترانه‌های جلوه گل، داد دل، دل‌افسرده، هدیهٔ خاک، گل پرپر و خزان عشق یاد کرد. «خزان عشق» که تا زمان ما جاذبهٔ خود را حفظ کرده در سال ۱۳۱۳ در پیوند با متنی عاشقانه از رهی معیری ساخته شده‌است.
با افتتاح رادیو بدیع زاده به جمع هیئت ارکستر آن زمان رادیو پیوست و در کنار هنرمندانی چون حسین تهرانی، مرتضی نی‌داوود، حبیب سماعی و استاد ابوالحسن صبا آثار مشهوری در حوزهٔ موسیقی ایرانی پدیدآورد. بدیع‌زاده سال‌ها عضو شعر و موسیقی رادیو تهران بود.
جواد بدیع‌زاده در دیماه سال ۱۳۵۸ در ۷۸سالگی، بر اثر دومین سکته مغزی، و کهولت سن در تهران چشم از جهان فروبست و در بهشت زهرا (قطعه: ۸ ردیف: ۲ شماره: ۲۶) به خاک سپرده شد.

## آثار
از جمله آثار مشهور بدیع‌زاده، ترانه قدیمی «شد خزان گلشن آشنایی» سروده رهی معیری که در سال ۱۳۱۳ خورشیدی (۱۹۳۴ میلادی) ضبط شد و تصنیف کمتر شنیده شده (ناله عشق) و نوحه غم‌انگیز «نوجوان اکبر من» است. نوحه مذهبی «نوجوان اکبر»، که آهنگش توسط خود بدیع‌زاده در دستگاه همایون طراحی و شعرش را از روی یکی از اشعار مشهور یغمای جندقی اقتباس شد. این اثر در سال ۱۳۴۲ در رادیو ایران ضبط شد و خوانندگان این اثر، بدیع‌زاده، ایرج خواجه‌نوری (خواننده موسیقی اصیل ایرانی) و احمدیان بودند. این اثر با این بیت شروع می‌شود:
می‌رسد خشک لب از شط فرات، اکبر من نوجوان اکبر من
سَیلانی بکن ای چشمه چشم تر من نوجوان اکبر من